# Dmytro Kolesnikow
Dmytro Wałentynowycz Kolesnikow, ukr. Дмитро Валерійович Колєсніков (ur. 27 marca 1972 w Krzywym Rogu) – ukraiński polityk, były minister oraz przewodniczący Dniepropetrowskiej Obwodowej Administracji Państwowej, deputowany.

## Życiorys
Ukończył w 1998 studia z zakresu inżynierii metali w Państwowej Akademii Metalurgicznej Ukrainy, a w 2002 ekonomię na technologii górnictwa na Kijowskim Narodowym Uniwersytecie Ekonomicznym. Pracę zawodową rozpoczął na początku lat 90. w kombinacie Krywożistal, później zajmował kierownicze stanowiska w przedsiębiorstwach branży górniczej.
Dołączył do Partii Regionów, w 2006 został pierwszym zastępcą burmistrza Krzywego Rogu. Od 2006 do 2007 był pierwszym wiceministrem w resorcie polityki przemysłowej. Następnie objął mandat posła do Rady Najwyższej VI kadencji, który sprawował do 2010. Zrezygnował w związku z powołaniem w marcu 2010 na urząd ministra polityki przemysłowej, po likwidacji resortu w grudniu tego samego roku został prezesem państwowej agencji zajmującej się korporacyjnymi i majątkowymi prawami skarbu państwa. W grudniu 2012 objął urząd gubernatora obwodu dniepropetrowskiego, zajmował go do marca 2014 – odwołany został po wydarzeniach Euromajdanu i zmianie władzy na Ukrainie. Zatrudniony następnie przez Ołeksandra Wiłkuła jako wiceprezes jego fundacji „Ukraińska Perspektywa”. W październiku 2014 z listy Bloku Opozycyjnego został wybrany do parlamentu VIII kadencji.